# Standish (Wielki Manchester)
Standish – miasto położone w północno-zachodniej Anglii, w hrabstwie Wielki Manchester, w dystrykcie metropolitalnym Wigan, pomiędzy Wigan oraz Chorley. W 2001 roku miasto liczyło 14 350 mieszkańców.